# Старий Порицьк
Старий Порицьк — село в Україні, у Павлівській громаді Володимирського району Волинської області. Найбільше відоме по Україні завдяки органічній молочній фермі з однойменною назвою. Населення становить 435 осіб.
Назва мотивована апелятивом phka — поселення розташоване на березі річки

## Історія

### У складіВели́кого князі́вства Лито́вського,Речі ПосполитоїтаРосійської Імперії.
У 1407 році Великий князь литовський Вітовт надав своєму слузі Іллі Вячковичу жалувану грамоту на володіння Порицьком . В цій грамоті зазначено: «Порыцко и другає Порыцко». Очевидно, вказівка на два Порицька пов'язана з тим, що поселення розташовувалося по обидва боки річки Луги, яка й ділила його на дві частини, кожна з яких в різний час по різному розвивалася.
До кінця XV століття поселення було у власності нащадків Іллі Вячковича, допоки одна з них — Варвара, не вийшла заміж за сина Василя Корибута, князя Збаразького — Федора, який став новим власником і зачинателем роду князів Порицьких. У їх власності Порицьк залишався майже до середини XVII століття. Наступний власник — белзький воєвода Кшиштоф Конєцпольський вступив у право володіння після одруження з княжною Софією Порицькою. Близько 1640 року їхня донька Олена вийшла заміж за Андрія Загоровського — підсудка луцького — і отримала в посаг порицькі землі. В 1684 році після одруження з Катериною Загоровською новим власником став Войцех Чацький. Чацькі були останніми власниками Порицька і володіли ним до 1939 року.
За частиною поселення на правому березі Луги закріпилася назва Старий Порицьк.  
В 1577 році  власник Олександр Порицький вносив зі Старого Порицька плату за 4 дими ланових, 3 дими на півланках (дим — одиниця оподаткування, господарська оселя; лан — поземельна міра, малий лан — 16,8 га, великий лан — 25 га), 4 городники (сезонні або наймані робітники), а в 1583 році — за 6 димів і 2 городників. 
У документі від 21 квітня 1595 року згадується монастир у Старому Порицьку. Це єдина поки що відома згадка про обитель. 
В ході Польського національно-визвольного повстання в квітні 1831 року під Порицьком відбулася битва корпусу польського генерала Юзефа Дверницького з драгунами генерала Рідигера. Полеглі в цій битві були поховані в могилі біля Старого Порицька. На цей час Старий Порицьк вже названо фільварком. 
Поблизу Старого Порицька також було віднайдено могилу польських повстанців (командир Войцех Комаровський), які полягли в битві з царськими військами 2 листопада 1863 року. До Другої світової війни на цій могилі стояв хрест.
В кінці XIX століття в Старому Порицьку було 105 домів і 643 жителі, дерев'яна церква на місці старої і початкова школа.
Під час Першої світової війни згоріла частина резиденції Чацьких, яка так і не була відбудована. 
30 березня 1919 року біля Порицька, який був зайнятий українцями, відбулися бої українських і польських військ.

### У складі СРСР.
У вересні 1942 року гітлерівці в Порицьку замордували близько тисячі євреїв. А через рік, в липні 1943 року тут відбулася каральна акція УПА над польським населенням, що наклало певну тінь на українсько-польські стосунки.
16 липня 1944 року війська 1-го Українського фронту  оволоділи селом Старий Порицьк.
У післявоєнні роки як мінімум одна особа була вислана з села на Північ Росії  як член сім’ї особи, приналежної до ОУН. Це Борейко Пелагея, 1921 р.н.

### Наш час
Відкриття 11 липня 2003 року в Павлівці (назва Порицька з 1951 р.) пам'ятника жертвам волинської трагедії привело до  порозуміння і налагодження стосунків з Польщею.
До 15 серпня 2016 року село було центром Старопорицької сільської ради.
12 червня 2020 року, відповідно до розпорядження Кабінету Міністрів України № 708-р «Про визначення адміністративних центрів та затвердження територій територіальних громад Волинської області», увійшло до складу Павлівської сільської територіальної громади.
19 липня 2020 року, в результаті адміністративно-територіальної реформи та ліквідації  Іваничівського району, село увійшло до новоутвореного Володимир-Волинського району (від 18 липня 2022 Володимирського).
Станом на 2021 рік у селі діє сімейне підприємство ТОВ «Старий Порицьк», на якому виготовляють органічну молочну продукцію.
Працює школа-гімназія с.Старий Порицьк — філія Павлівського ліцею Волинської області.

## Населення
Згідно з переписом УРСР 1989 року чисельність наявного населення села становила 427 осіб, з яких 192 чоловіки та 235 жінок.
За переписом населення України 2001 року в селі мешкали 433 особи.

### Мова
Розподіл населення за рідною мовою за даними перепису 2001 року:
| Мова       | Відсоток |
| ---------- | -------- |
| українська | 97,93 %  |
| російська  | 2,07 %   |

## Пам'ятки
У 2000 р. до переліку пам'яток містобудування і архітектури Української РСР, що перебувають під охороною держави, додано дерев'яну Успенську церкву  у с. Старий Порицьк, 1784 року побудови.

## Персоналії
- Бабій Микола Михайлович (1898 р.н.) - Народився у с.С.Полоцьк, заарештований 20.03.1940 р. Горохівським РВ НКВС. Звинувачений у боротьбі проти комуністичного руху. У документах карної справи зазначено, що це - колишній поміщик. Покарання відбував у Онеглазі.Звільнений згідно Указу ПВР СРСР і направлений на с/п у м. Мідногорськ. Реабілітований 31.03.1989 р. прокуратурою Волин. обл.[12]

- Матвійчук Панас Андрійович (1914—1945) - підпільник ОУН, вояк УПА.
- Сливка Ігор Володимирович (23 березня 1977 — 12 грудня 2014) — боєць Полку особливого призначення «Азов» Національної гвардії України. Був активним учасником Революції Гідності. Загинув поблизу села Павлопіль Новоазовського району. 1 лютого 2015 протоієрей Роман Янів, настоятель парафії Святителя Миколая Чудотворця в Горохові, передав нагороду «За жертовність і любов до України» родині Ігоря Сливки[13].